# Pantech Curitel
Pantech Curitel, nota come semplicemente Pantech è una società sudcoreana specializzata nella produzione di telefoni cellulari, fondata nel 2000.
Il suo mercato è principalmente nazionale ma ha interesse anche in Giappone, Hong Kong, Cina, India, Europa, Australia, Taiwan, USA e Canada.
La principale tecnologia utilizzata è CDMA ma ci sono piani per espandersi in altri campi.

## Prodotti
- Pantech Mobile
- Curitel Mobile
- Pantech Vega Racer 2 - 2012
- Pantech jest 2-2012
- Pantech Pursuit II-2011
- Pantech IM-U130

## Novità
Pantech IM-U130 è il primo cellulare a implementare la tecnologia di SRS Lab.